# Alvise Donati
Pour les articles homonymes, voir Donati.
Alvise Donati ou Luigi ou Ludivico de Donati est un peintre italien actif en Lombardie et au Piémont au XVe siècle.

## Biographie

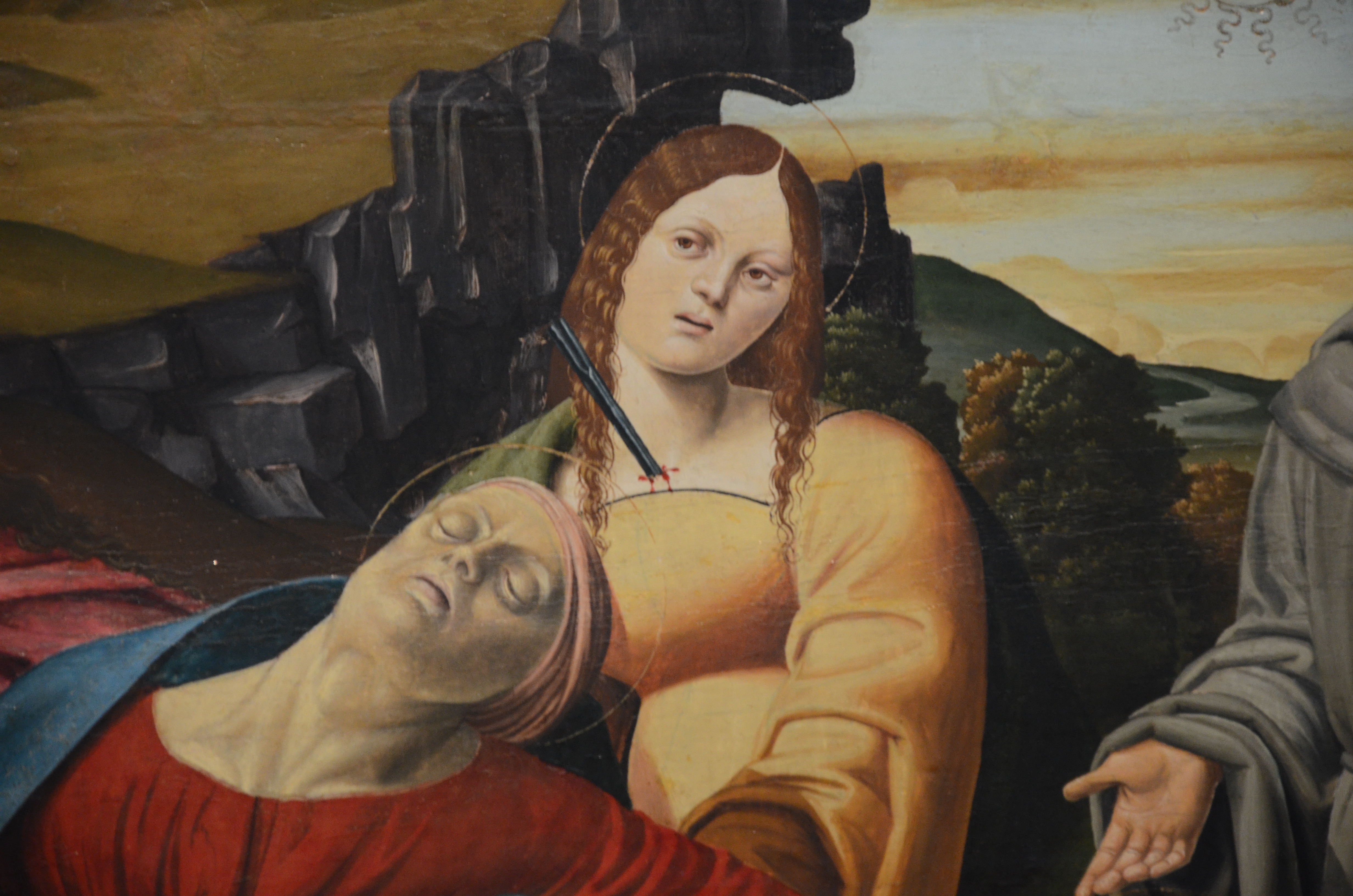
Détail de La Déploration du Christ, musée d'art et d'histoire de Genève

L'année et le lieu de naissance d'Alvise Donati sont incertains. Il est le fils de Giovanni di Marco de Pamate, dans les documents et dans les œuvres, le nom de Donati est latinisé sous deux formes différentes Ludovicus et Aluisius (Alvise).
Au cours de sa première période d'activité à Verceil, Alvise Donati est mandaté pour exécuter un retable (perdu) pour la chapelle de S. Michele S. Maria Maggiore. Le travail laissé inachevé sera mené à terme deux ans plus tard par Eliazaro Oldoni dans l'atelier duquel le Donati avait commencé le travail. L'augmentation des engagements à Milan, la capitale lombarde où Donati réside, est probablement la raison  de la non-exécution de cette commande.
À Milan, Donati travaille d'abord pour la paroisse de San Martin, il est à la tête d'un atelier actif et embauche plusieurs apprentis. Bien que la présence de Donati ne soit pas attesté par les documents notariaux au-delà de l'année 1501, il est très probable que le peintre continue à résider dans la ville durant la première décennie du XVIe siècle. En 1507, il réalise à Milan un retable de La Vierge et l'Enfant avec des saints pour l'église de la paroisse de SS. Martin et Agata.
À Caspano (Sondrio) 1508, il signe un retable sculpté et peint La Résurrection de Lazare dans l'église de S. Bartholomeo. 
Depuis cette date, l'activité de Donati semble se limiter au diocèse de Côme où le peintre doit avoir établi son atelier. La Vierge et l'Enfant avec quatre anges du Musée des beaux-arts de Lyon, datée 1510, vient probablement de cette région.
Pour le maître-autel de l'église de S. Benigno du monastère Berbenno de Sondrio Donati réalise en 1512 le retable avec La Vierge, l'Enfant et les saints Benigno et Defendente. Au Musée diocésain de Sondrio, la dernière mention du maître indique son décès en 1534 lorsque le peintre De Magistris Sigismondo à Côme a acheté la maison anciennement détenue par Donati.

## Œuvres
- Retable sculpté et peint avec La Résurrection de Lazare dans l'église de S. Bartholomeo, 1508, Caspano di Civo.
- Marie-Madeleine, Marthe, Lazare, le Prince et la Princesse de Provence écoutant le sermon du Christ, Museu Nacional d'Art de Catalunya, Barcelone  à l'origine dans l'église de San Bartolomeo à Caspano. En tant que duc de Milan, Louis XII, il est représenté dans le tableau de Caspano. Le roi et la reine de France, identifiés comme des princes de Provence, sont agenouillés, le roi a dans ses mains la couronne qui apparaît sur les pièces frappées par la Monnaie de Milan. C'est le seul portrait, en pleine longueur, d'un roi de France, réalisé par un peintre de la Renaissance italienne, qui est venu jusqu'à nous.

- La Vierge et l'Enfant, 1510, Musée des beaux-arts de Lyon,
- Retable avec La Vierge, l'enfant et les saints Benigno et Defendente, maître-autel de l'église de S. Benigno du monastère Berbenno, 1512 à Sondrio.

## Galerie d'images

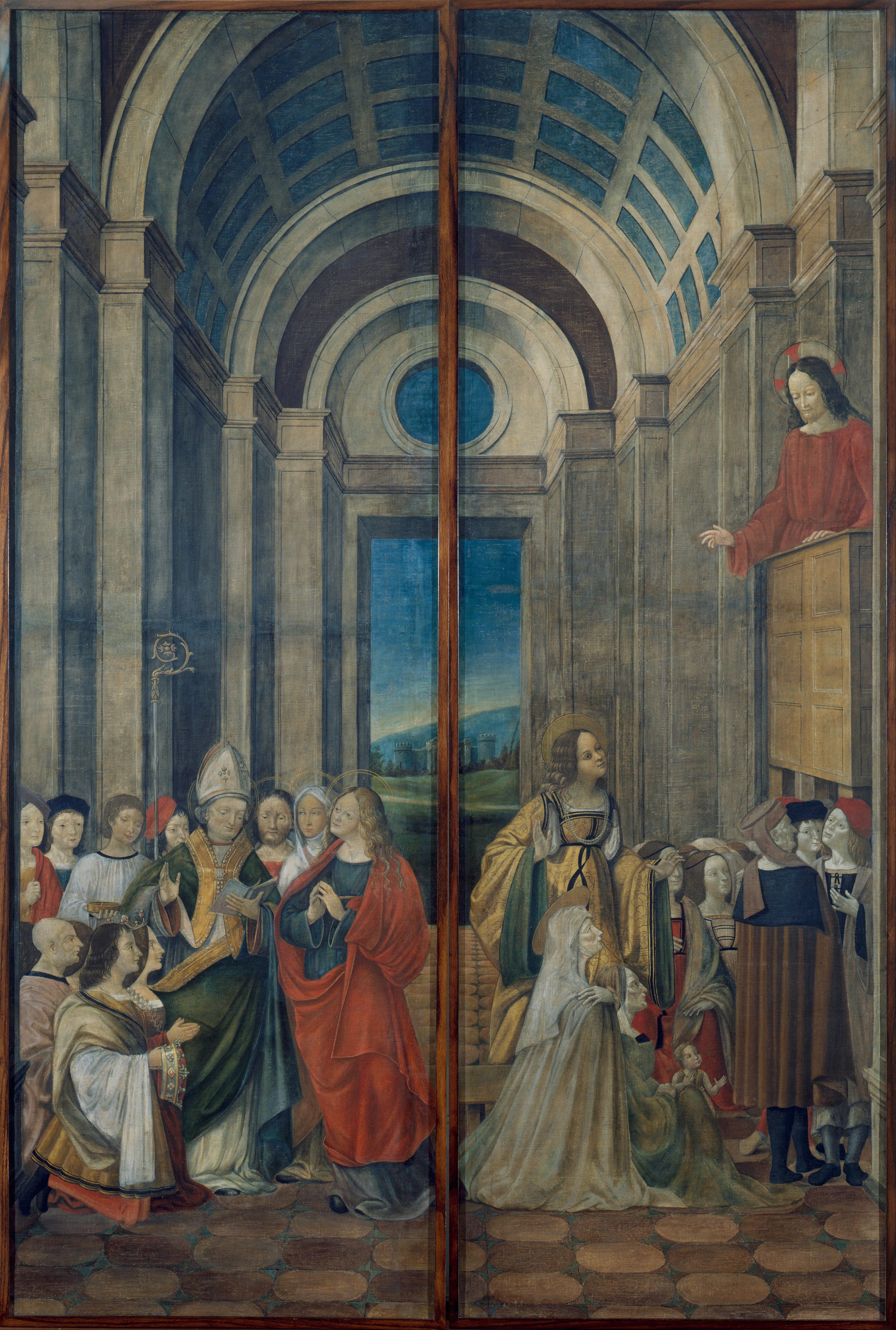
Madeleine, Marthe, Lazare, le Prince et la Princesse de Provence écoutant le sermon du Christ, Museu Nacional d'Art de Catalunya, Barcelone
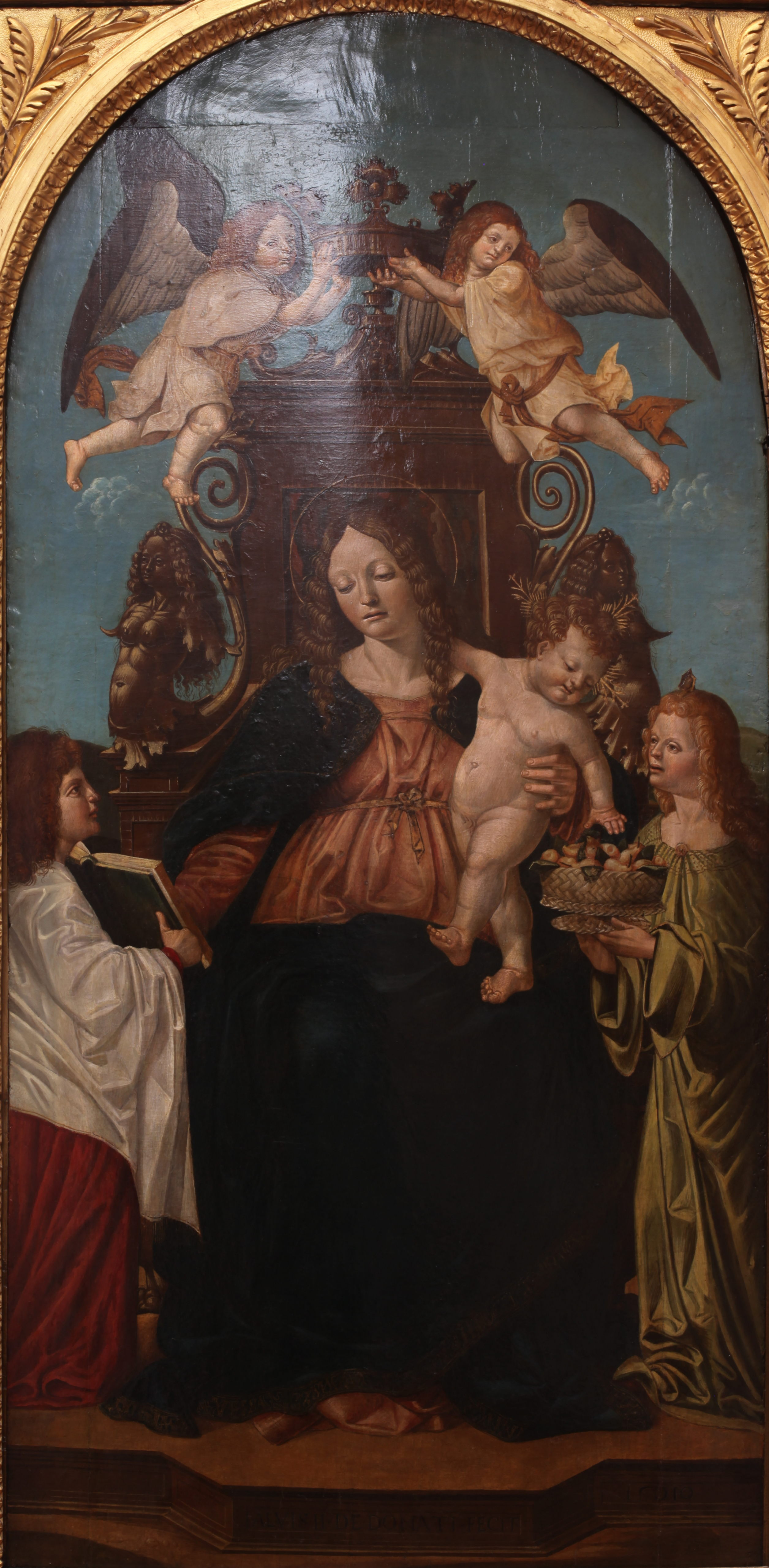
La Vierge et l'Enfant, musée des beaux-arts de Lyon
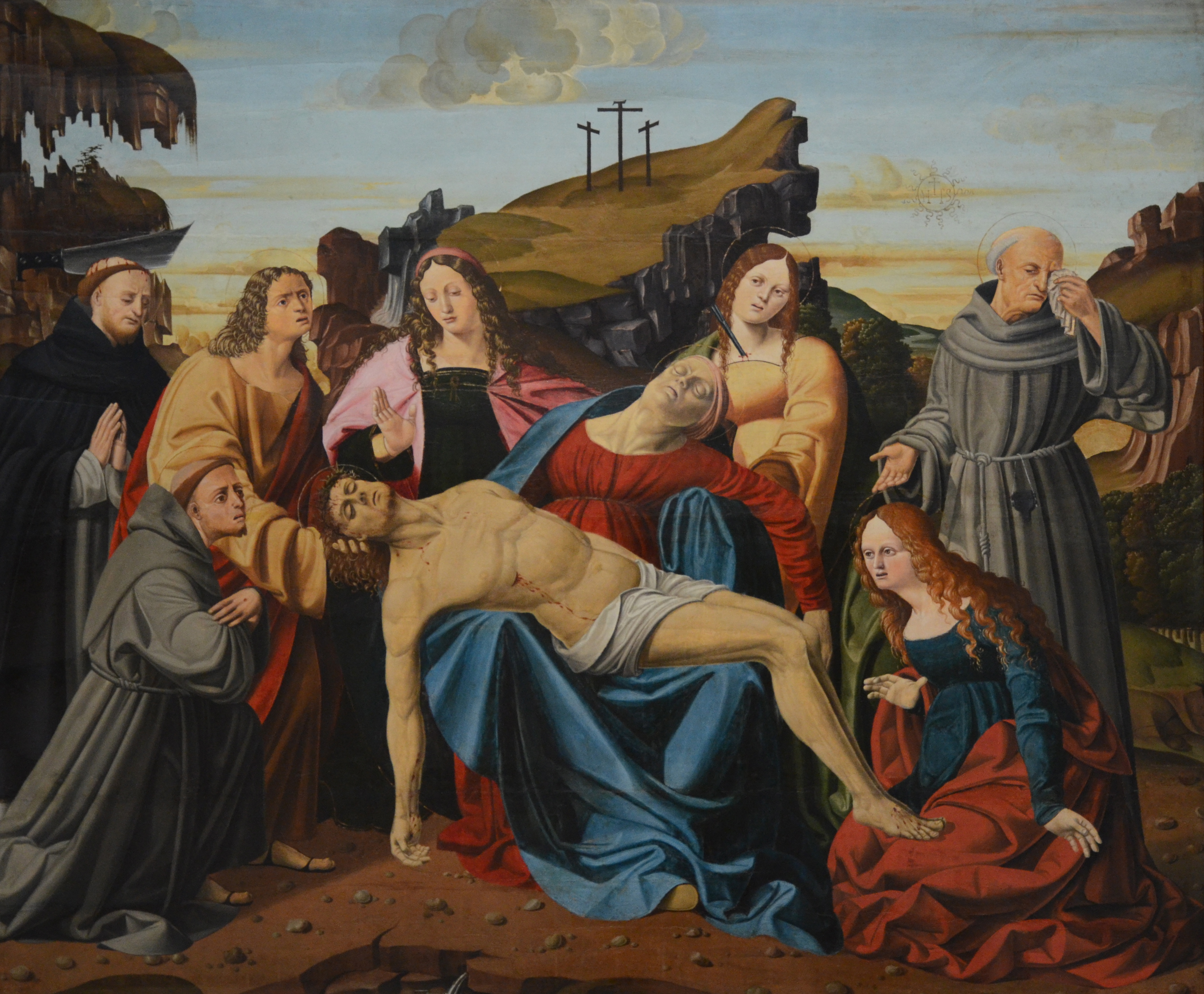
La Déploration du Christ, avec la Vierge, saint Pierre martyr, saint François, saint Jean l’Évangéliste, sainte Marie l’Égyptienne et sainte Agathe, Musée d'art et d'histoire de Genève
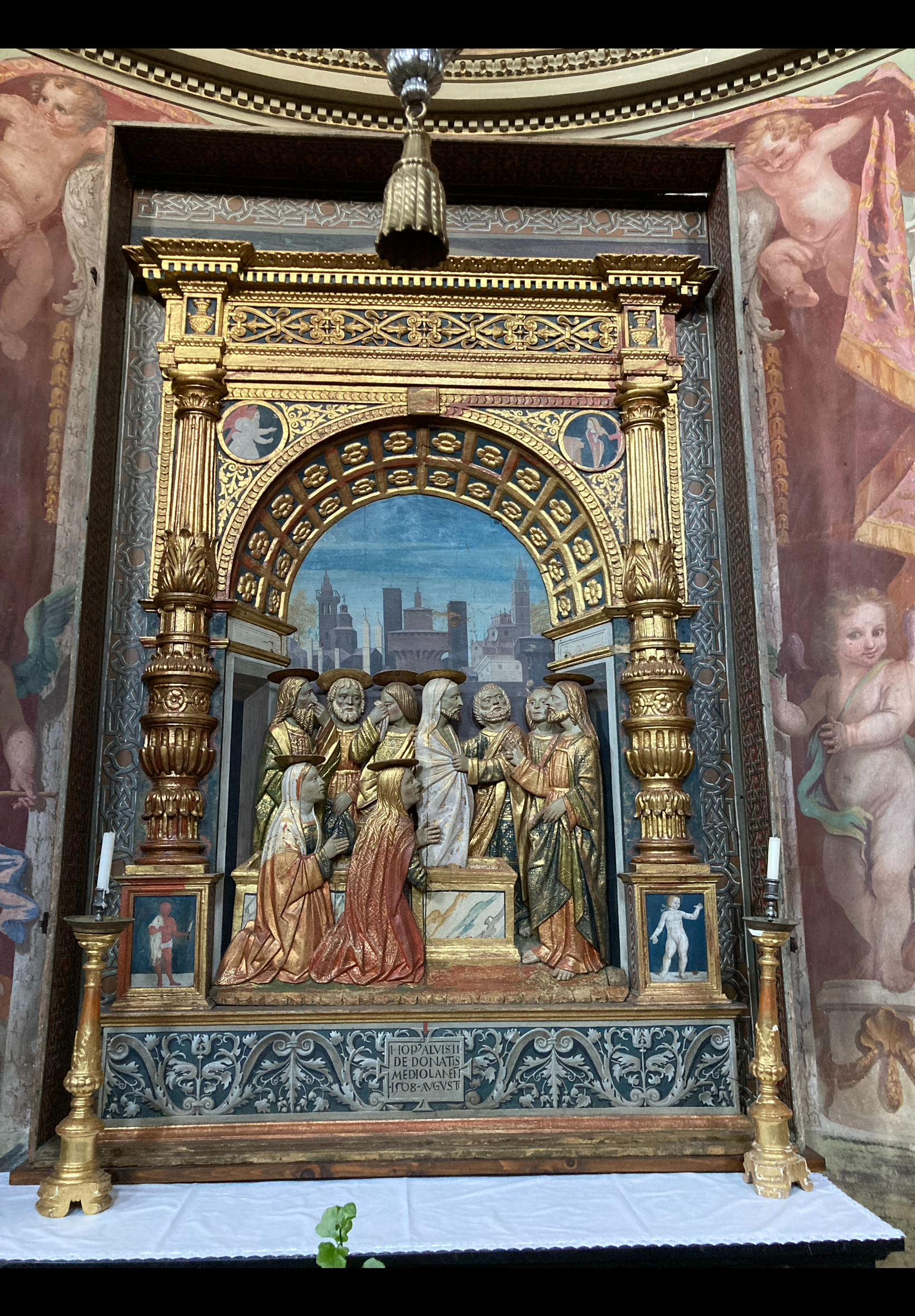
La Résurrection de Lazare

## Sources
- « DE DONATI, Ludovico (Alvise) », sur Treccani, l'Enciclopedia italiana (consulté le 11 août 2013)
- Paolo Venturoli - Divagazioni sui De Donati - RASSEGNA DI STUDI E DI NOTIZIE Vol. XXXVIII - Anno XLII CASTELLO SFORZESCO
- Alessandro Ornaghi - Il ritratto di Caspano del re di Francia Luigi XII - Amazon